# NGC 5631
NGC 5631 (również PGC 51564 lub UGC 9261) – galaktyka soczewkowata (S0), znajdująca się w gwiazdozbiorze Wielkiej Niedźwiedzicy. Odkrył ją William Herschel 17 kwietnia 1789 roku. Należy do galaktyk Seyferta typu 2.